# Ezgi Eyüboğlu
Ezgi Eyüboğlu (Istanbul, 15 giugno 1988) è un'attrice e modella turca.

## Biografia
Nata nel 1988 a Istanbul (Turchia) dalla madre Oya Eyüboğlu, docente di chimica di origini albanesi e dal padre, banchiere proveniente da Trebisonda, Ezgi è la pronipote di Bedri Rahmi Eyüboğlu (pittore, scrittore e poeta) e Sabahattin Eyüboğlu (scrittore, traduttore e accademico), entrambi parenti del padre. Durante gli studi universitari, presso il dipartimento di economia dell'Università di Akdeniz, si è avvicinata alla recitazione dopo aver preso parte alla compagnia teatrale dell'università. A causa di alcuni problemi che ha riscontrato presso l'Università di Akdeniz, ha deciso di trasferirsi presso l'Università di Istanbul, sempre nel dipartimento di economia. Durante gli anni universitari è entrata a far parte dell'agenzia Erberk per diventare attrice. Dopo aver conseguito la laurea in economia, ha completato il suo master presso il dipartimento di recitazione avanzata dell'Università di Bahçeşehir.
Nel 2010 ha iniziato la sua carriera in alcuni spot pubblicitari come Ülker e Genç Turkcell. Nello stesso anno ha fatto il suo debutto televisivo nella serie in onda su Kanal D Kavak Yelleri. Nel 2011 ha interpretato il ruolo di Derin nella serie in onda su ATV Kalbim Seni Seçti. Nello stesso anno ha recitato nell'opera teatrale Cimri ed ha rappresentato lo spot pubblicitario Eti Hoşbeş. Nel 2011 e nel 2012 ha ottenuto popolarità con il ruolo di Aybige Hatun nella serie storica in onda su Show TV e Star TV Il secolo magnifico (Muhteşem Yüzyıl).
Nel 2012 ha interpretato il ruolo di Zeynep nella serie in onda su Star TV Sudan Bıkmış Balıklar. Nello stesso anno ha ricoperto il ruolo di Hemşire nella serie in onda su Kanal D Yalan Dünya. Nel 2012 e nel 2013 è stata il volto dello spot pubblicitario Bosch Relaxx'x Elektrikli Süpürge. Nel 2013 ha rappresentato gli spot pubblicitari Signal White Now e Signal & Sephora. Nel 2013 e nel 2014 ha ottenuto il ruolo di Cemre Arsoy nella serie in onda su Kanal D İntikam. Dal 2013 al 2015 ha recitato nello spettacolo teatrale Ayrılık. Nel 2014 è entrata a far parte del cast della serie in onda su ATV Yasak, nel ruolo di Asude. Nello stesso anno ha ricoperto il ruolo di Ada Akça nella serie in onda su Kanal D Ulan İstanbul.
Nel 2015 è stata scritturata per interpretare il ruolo di Kumsal Güçlü nella serie in onda su Fox Happiness (Adı Mutluluk). Dal 2016 è diventata il volto dello spot pubblicitario Etkileyici Pazarlama. Nel 2017 ha fatto il suo esordio al cinema con il ruolo di Nihal nel film Aşkın Gören Gözlere İhtiyacı Yok diretto da Onur Ünlü. Nel 2017 e nel 2018 ha preso parte al cast della serie in onda su TRT 1 Payitaht Abdülhamid, nel ruolo di Melike / Ahsen. Nel 2018 è tornata al cinema con il ruolo di Çilek nel film Yol Arkadaşım 2 diretto da Bedran Güzel. Nello stesso anno ha recitato nella serie in onda su Kanal D Çocuklar Duymasin.
Nel 2019 ha interpretato il ruolo di nella serie in onda su Fox Bir Aile Hikayesi. Nel 2021 è stata il volto dello spot pubblicitario Ülker Çikolatalı Gofret Extra. Nel 2021 e nel 2022 è stata scelta per interpretare il ruolo di Ceren Özdoğa / Ayşe Gür nella serie in onda su TRT 1 Teşkilat. Nel 2023 ha ricoperto il ruolo di Eda nella web serie di tabii Şanzelize Düğün Salonu. L'anno successivo, nel 2024, è entrata a far parte del cast della web serie di GAİN Arjen. Nello stesso anno ha ottenuto il ruolo di Defne Altınöz nella serie in onda su Now Gizli Bahçe, mentre nel 2025 ha preso parte al film Seans.

## Vita privata
Il 14 maggio 2016 è convolata a nozze con il collega Kaan Yıldırım, presso il palazzo di Esma Sultan situato a Ortaköy, nel distretto di Beşiktaş di Istanbul. Tuttavia, la coppia ha divorziato il 26 giugno 2019. Dal 2023 è legata sentimentalmente all'attore Furkan Palalı.

## Filmografia

### Cinema
- Aşkın Gören Gözlere İhtiyacı Yok, regia di Onur Ünlü (2017)
- Yol Arkadaşım 2, regia di Bedran Güzel (2018)
- Seans (2025)

### Televisione
- Kavak Yelleri – serie TV, 1 episodio (Kanal D, 2010)
- Kalbim Seni Seçti – serie TV, 22 episodi (ATV, 2011)
- Il secolo magnifico (Muhteşem Yüzyıl) – serie TV, 28 episodi (Show TV, Star TV, 2011-2012)
- Sudan Bıkmış Balıklar – serie TV, 11 episodi (Star TV, 2012)
- Yalan Dünya – serie TV, 1 episodio (Kanal D, 2012)
- İntikam – serie TV, 44 episodi (Kanal D, 2013-2014)
- Yasak – serie TV, 9 episodi (ATV, 2014)
- Ulan İstanbul – serie TV, 4 episodi (Kanal D, 2014)
- Happiness (Adı Mutluluk) – serie TV, 17 episodi (Fox, 2015)
- Payitaht Abdülhamid – serie TV, 52 episodi (TRT 1, 2017-2018)
- Çocuklar Duymasin – serie TV, 1 episodio (Kanal D, 2018)
- Bir Aile Hikayesi – serie TV, 8 episodi (Fox, 2019)
- Teşkilat – serie TV, 44 episodi (TRT1, 2021-2022)
- Şanzelize Düğün Salonu – serie TV, 1 episodio (tabii, 2023)
- Arjen – serie TV (GAİN, 2024)
- Gizli Bahçe – serie TV (Now, 2024)

## Teatro
- Gözlerimi Kaparım Vazifemi Yaparım (2007)
- Cimri (2011)
- Ayrılık (2013-2015)

## Spot pubblicitari
- Ülker (2010)
- Genç Turkcell (2010)
- Eti Hoşbeş (2011)
- Bosch Relaxx'x Elektrikli Süpürge (2012-2013)
- Signal White Now (2013)
- Signal & Sephora (2013)
- Etkileyici Pazarlama (dal 2016)
- Ülker Çikolatalı Gofret Extra (2021)

## Doppiatrici italiane
Nelle versioni in italiano dei suoi film e delle sue serie TV, Ezgi Eyüboğlu è stata doppiata da:
- Eleonora Reti[41] in Happiness[42]

## Riconoscimenti
- Altın Palmiye Award
  - 2019: Candidata come Attrice cinematografica femminile dell'anno per il film Yol Arkadaşım 2
- International Izmir Film Festival
  - 2019: Candidata come Miglior attrice per il film Yol Arkadaşım 2
- Pantene Golden Butterfly Awards
  - 2018: Candidata come Miglior artista femminile di musica popolare
- Premio giornalistico permanente per le star della TV
  - 2012: Candidata come Miglior attrice in una serie televisiva giovanile per Sudan Bıkmış Balıklar
  - 2014: Candidata come Miglior attrice non protagonista in una serie drammatica per İntikam
- Sadri Alisik Theatre and Cinema Awards
  - 2019: Candidata come Miglior interpretazione di un'attrice non protagonista in un film commedia per Aşkın Gören Gözlere İhtiyacı Yok
- Turkey Youth Awards
  - 2022: Vincitrice come Miglior attrice televisiva non protagonista per la serie Teşkilat